# 坂東インターチェンジ
坂東インターチェンジ（ばんどうインターチェンジ）は、茨城県坂東市冨田にある首都圏中央連絡自動車道（圏央道）のインターチェンジである。

## 歴史
- 2013年（平成25年）12月24日：当ICの名称が「猿島岩井IC（仮称）」から「坂東IC」で正式決定[1]。
- 2017年（平成29年）2月26日：境古河IC - つくば中央IC間開通に伴い供用開始[2]。
- 2023年（令和5年）3月31日：境古河IC -坂東IC間が4車線化[3]。
- 2025年（令和7年）3月25日：料金所がETC専用になる[4]。

## 周辺
- ホスピタル坂東

## 接続する道路
- 直接接続
  - C4首都圏中央連絡自動車道(74番)
  - 茨城県道20号結城坂東線バイパス[5]

- 間接接続
  - 茨城県道20号結城坂東線（現道）

## 隣
C4 首都圏中央連絡自動車道
(73)境古河IC - (74)坂東IC - 坂東PA（内回りのみ、外回りは事業中） - (75)常総IC